# Betye Saar
Betye Irene Saar (Los Ángeles, 30 de julio de 1926) es una artista y narradora visual afroamericana conocida por desarrollar su trabajo a través del ensamblaje, además de ser una consumada grabadora. Saar es considerada "una leyenda" dentro del mundo del arte contemporáneo. Formó parte del Black Arts Movement en la década de 1970, corriente que involucró mitos y estereotipos acerca de la raza y la feminidad. El trabajo de Betye Saar es considerado altamente político ya que, a lo largo de su carrera, criticó el racismo estadounidense hacia las personas negras y desafió las ideas negativas que les fueron atribuidas. Actualmente, está representada por la galería Roberts Projects, con sede en Los Ángeles. 

## Vida personal
Betye Saar nació el 30 de julio de 1926 en Los Ángeles, California y su nombre de nacimiento fue Betye Irene Brown. Sus padres, Jefferson Maze Brown y Beatrice Lillian Parson, asistieron a la Universidad de California en Los Ángeles en donde se conocieron. Saar pasó la mayor parte de sus primeros años en Los Ángeles. Después de la muerte de su padre en 1931, Saar se mudó, junto a su madre, hermano y hermana, a casa de su abuela paterna, Irene Hannah Maze, en el vecindario de Watts en Los Ángeles. Posteriormente, la familia se trasladó a Pasadena, California, para vivir con la tía abuela materna de Saar, Hatte Parson Keys, y su esposo Robert E. Keys. Durante su infancia, Saar empezó a crear, reparar y coleccionar diversos objetos efímeros. Su educación universitaria comenzó con clases de arte en el Pasadena City College y continuó en la Universidad de California en Los Ángeles después de recibir un premio que financiaba su matrícula. Este premio fue otorgado por una organización que recaudaba fondos para enviar estudiantes de las minorías a las universidades. En 1947, Saar recibió una licenciatura en la carrera de diseño. Posteriormente, se graduó en la Universidad Estatal de California, Long Beach, la Universidad del Sur de California, la Universidad Estatal de California, Northridge y el American Film Institute. Durante su periodo en la escuela de posgrado, se casó con Richard Saar y dio a luz a tres hijas: Tracye, Alison y Lezley Saar.

## Carrera artística

### Trabajo temprano
Saar empezó su vida adulta como trabajadora social, posteriormente siguió su pasión por el arte. Comenzó su educación de posgrado en 1958, originalmente encaminada  hacia una carrera de enseñanza de diseño. Sin embargo, durante una clase de grabado que tomó como curso electivo, cambió la dirección de sus intereses artísticos. Ella describió al grabado como su "paso del diseño a las bellas artes".
Desde sus primeros trabajos, Saar recolectó imágenes con temática racista, tópico que continuó a lo largo de su carrera. Una exposición de 1967 del escultor de objetos encontrados Joseph Cornell, la inspiró para empezar a crear sus ensamblajes. También recibió una gran influencia de las Torres Watts de Simon Rodia, ya que fue testigo de su construcción durante parte de su infancia. Saar dijo que estaba "fascinada por los materiales que Simon Rodia utilizaba, los platos rotos, las conchas marinas, las herramientas oxidadas, incluso las mazorcas de maíz, todo ello prensado contra el cemento para crear los capiteles. Para mí, eran mágicos ".
Más adelante, empezó a crear obras que consistían en objetos encontrados dispuestos dentro de cajas o ventanas, junto a elementos provenientes de diversas culturas para así poder reflejar su propia ascendencia mixta: afroamericana, irlandesa y nativo americana.

### Rechazo al feminismo blanco y recuperación del cuerpo femenino negro.
Saar fue criada por su tía Hattie, quien influyó en su identidad como mujer negra. Saar describió a su tía como una mujer con dignidad y aplomo, hecho que marcó su representación del cuerpo femenino negro. Este impacto es evidente en un trabajo de 1972 que Saar dedicó a su tía titulado, Record For Hattie (Registro para Hattie)  El rechazo que Saar profesaba hacia el feminismo blanco, empujó en un inicio su enfoque artístico hacia el hombre negro, pero en la década de 1970 cambió su enfoque hacia el cuerpo femenino negro. Record For Hattie es un ensamblaje de medios mixtos hecho de una antigua caja de joyas. En la parte interior de la tapa del joyero, podemos ver un espejo de mano cuyo vidrio roto contiene una imagen descolorida de una mujer que representa a su tía Hattie. El espejo esta rodeado por diversos materiales textiles de color rosa, cosidos junto a un colgante que tiene una luna creciente y una estrella roja sobre un fondo blanco. En el cuerpo principal del joyero, al lado derecho, se encuentra una cruz de metal; en el centro, una billetera de cuero roja con la imagen del niño en la parte superior, y en el lado izquierdo encontramos materiales de costura. Durante la década de 1970, Saar respondió al racismo, a la fetichización y a la erotización del cuerpo femenino negro reclamando el cuerpo femenino negro. La obra de Saar se resistió al estilo artístico del primitivismo, así como al movimiento feminista blanco que se negó a abordar cuestiones de raza. El trabajo de Saar es el resultado de la convergencia de la espiritualidad y el misticismo, del poder negro y el feminismo, como se ve en Black Girl's Window (La Ventana de la Chica Negra) de 1969, Este trabajo es una pieza de ensamblaje hecha de una ventana antigua, en la que vemos la silueta pintada de una niña presionando su cara y sus manos contra el cristal. Sobre su cabeza hay nueve pequeñas ventanas, dispuestas de tres en tres, que muestran varios símbolos e imágenes. Entre estas se incluyen lunas y estrellas, un lobo aullador, un esqueleto bosquejado, un águila con la palabra "amor" en el pecho y un ferrotipo con la imagen de una mujer. 
En la década de 1960, Saar empezó a recopilar imágenes de Aunt Jemima (La tía Jemima), el Tío Tom, Little Black Sambo y otras figuras estereotipadas afroamericanas de la cultura popular y la publicidad, pertenecientes a la época de las leyes Jim Crow . Las incorporó en collages y ensamblajes, transformándolas en declaraciones de protesta política y social. The Liberation of Aunt Jemima (La liberación de la tía Jemima) es una de sus obras más notables de este periodo. En este ensamblaje de técnica mixta, Saar utilizó la figura estereotipada de la Mammy, asociada a la tía Jemima, para subvertir las nociones tradicionales de raza y género. "Es como si abolieran la esclavitud, pero mantuvieran a la gente negra en la cocina como frascos de mammy" comentó Saar, acerca de lo que la llevó a realizar esta pieza. "Tenía a esta tía Jemima y quería ponerle un rifle y una granada bajo sus faldas. Quería empoderarla. Quería hacerla una guerrera. Quería que la gente supiera que los negros no serían esclavizados por eso".
El ensamblaje de Saar está dispuesto dentro de un marco del tamaño de una caja de zapatos, enlucido con anuncios de Tía Jemima. Dentro de ella, hay una caricaturesca escultura de la Tía Jemima que presenta en su falda un bloc de notas con una postal de una mammy con un bebé blanco.  La escultura sostiene en sus manos una escoba y un rifle, con lo cual subvierte su estereotipo de sirvienta y cuidadora feliz por medio de un alter ego militante que exige su propia agencia y poder. Un gran puño cerrado —que hace eco del símbolo de poder negro— está pegado encima, ocultando parcialmente la fotografía de la mammy de la postal, reconociendo de esta manera los medios agresivos y radicales utilizados por los activistas afroamericanos de la década de los 70 para luchar por sus derechos. La Tía Jemima es liberada a través de la transformación de una caricatura doméstica racista, en una imagen del poder negro.

### Ensamblaje e instalación
El continuo hábito de Saar de recorrer mercados de pulgas y ventas de garaje, la expuso ante los múltiples estereotipos raciales y las degradantes representaciones de la gente negra que se encuentran entre los artefactos de la cultura comercial y de consumo estadounidense —como anuncios, materiales de marketing, chucherías, partituras y juguetes—. Tres años más tarde, produjo una serie de más de veinte piezas que, en sus propias palabras, "explotaron el mito" de tales imágenes, comenzando con su seminal retrato de la Tía Jemima. En la década de 1970, Saar pasó a explorar objetos rituales y tribales de África, así como elementos de las tradiciones populares afroamericanas. Esto la llevó a producir ensamblajes dentro de cajas en donde combinó fetiches tribales chamánicos con objetos e imágenes destinados a evocar lo mágico y lo místico. Cuando su tía abuela murió en 1974, Saar tomó algunos recuerdos familiares con los que creó una serie de ensamblajes, más íntimos y personales, que incorporaron recuerdos nostálgicos de la vida de su tía abuela. Dispuso viejas fotografías, cartas, medallones, flores secas y pañuelos dentro de cajas tipo santuario, para sugerir la memoria, la pérdida y el paso del tiempo. Esto se convirtió en un cuerpo de trabajo al que se refirió como su "serie nostálgica". 
En 1977, Saar creó una pieza llamada Spirit Catcher (Cazador de espíritus). Se inspiró y luce como un objeto artesanal tradicional utilizado en rituales, pero inventado por ella. Saar afirma que, aunque el objeto no tiene un origen auténtico, todavía tiene cualidades mágicas. Está hecho de huesos y paja. En la parte superior de la obra de arte, hay un espejo que podría ser interpretado como un mal de ojo contra el racismo. 
A principios de los 80, Saar enseñó en la ciudad de Los Ángeles en la UCLA y en el Otis Art Institute. Por esa época su propio trabajo alcanzó escalas más grandes —del tamaño de habitaciones— y creó instalaciones site-specific. Estas incluían altares —a manera de santuarios— que exploraban la relación entre la tecnología y la espiritualidad, e incorporaban, de paso, sus intereses por el misticismo y el vudú. Mediante la combinación de chips de computadora con amuletos y encantos místicos, estas construcciones monumentales sugirieron la necesidad de una alianza entre ambos sistemas de conocimiento: el técnico y el espiritual. 
Saar sigue viviendo y desempeñándose en Los Ángeles, trabajando principalmente en la escultura con objetos encontrados. Ha sido galardonada con doctorados honoríficos por el  California College of Arts and Crafts, el Instituto de las Artes de California, el Massachusetts College of Art, Otis College of Art and Design y el San Francisco Art Institute.
En el 2016, Saar celebró su trabajo con un par de fiestas y una exposición individual de nuevos trabajos en Roberts and Tilton Gallery.

#### La Liberación de la Tía Jemima
The Liberation of Aunt Jemima (La liberación de la tía Jemima), obra de Betye Saar de 1972, se inspiró en una baratija que encontró sobre este personaje. Aunque aparenta ser una pintura, es un conjunto tridimensional de técnica mixta 29.8 cm. x 20 cm. x 6.9 cm. La revista Blacks in Higher Education afirma que "su pintura ofrecía una detallada historia de la experiencia negra en América". Saar muestra a la Tía Jemima exagerada en todos los sentidos por medio de los estereotipos. Esta lleva un gran vestido, de color exagerado, junto con un brillante tocado a cuadros. El color de su piel es literalmente negra, sus ojos son grandes, saltones y sobresalen del rostro. Sus labios, resaltados con color rojo, son protuberantes. Ella bosqueja el estereotipo de ser negra. Además, sostiene una escoba en una mano —mostrando que solo servían para limpiar— y está parada sobre motas de algodón —que representan la esclavitud—. Acerca de esta obra, The Woman's Art Journal dijo: "Artistas afroamericanos tan diversos como Betye Saar, reclaman y exploran su identidad.  ‘No es lo suficientemente bueno’, pero ‘es lo suficientemente bueno para servir’.".
En "Influencias", artículo del 2016 para la revista Frieze, Saar explica directamente algunas de sus elecciones artísticas en la pieza: "Encontré una pequeña figura de mammy de la tía Jemima, una caricatura de una esclava negra como las que más tarde se usaron para promocionar panqueques. Tenía una escoba en una mano y, en la otra, un rifle que le di. Delante de ella coloqué una pequeña postal de una mammy con un niño mulato, que fue otra forma en la que las mujeres negras fueron explotadas durante la esclavitud. Utilicé esta imagen despectiva para empoderar a la mujer negra haciéndola revolucionaria, como si se estuviera rebelando contra su pasada esclavitud".
En el libro Parodise of Ownership de Richard Schur, se afirma que "Saar hizo uso de la imagen de la Tía Jemima para promover el nacionalismo cultural durante las décadas de 1960 y 1970 [...] buscó corregir la injusticia cometida por más de cien años de publicidad estereotipada y plasma a la Tía Jemima en poses desafiantes, enojadas y/o rebeldes".  Quería promover el apoyo a la independencia política y romper los estereotipos utilizados para describir a las mujeres negras. Originalmente, la obra de arte se inspiró en el asesinato del Dr. Martin Luther King Jr.
En "The Women's Art Journal Betye Saar: Extending the Frozen Monument", James Cristen Steward afirma: "Contra el fondo del envase de panqueques hay un sonriente 'Mammy' de ojos saltones, con una escoba en una mano y un rifle en la otra. En primer plano, otra antigua caricatura de una alegre, casi coqueta Mammy, con un niño blanco bajo su brazo y apoyado contra su corsé de reloj de arena, simplemente permite que las imágenes despectivas hablen por sí mismas ". La escoba simboliza la domesticidad a la que las mujeres negras fueron forzadas al ocupar trabajos de servicio, confinándolas en lugares específicos. La perspectiva que los blancos tenían sobre las mujeres negras, era que ellas solo eran buenas para servir a los demás. Saar, a través de su arte, retrata a dos representaciones de mujeres negras y como los estereotipos las retratan a ellas: desfeminizándolas y desexualizándolas. La intención de Saar de componer el estereotipo de la mammy sosteniendo un rifle, fue simbolizar el que las mujeres negras son fuertes y pueden soportar cualquier cosa. Una representación de una guerrera.   Saar ha declarado que "el razonamiento detrás de esta decisión fue empoderar a las mujeres negras y no permitir que la narrativa de una persona blanca determine cómo una mujer negra debe verse a si misma".
A medida que miras más de cerca la obra de Saar, comienzas a percibir adiciones ocultas que no se pueden ver a simple vista. El retrato de enfrente representa a las mujeres negras y su poder negro. Ella está de pie, confiada y feliz, sosteniendo un bebé blanco. Al mirar su ropa, parece que ella usa una falda oscura, pero al mirar más de cerca se puede ver que la mujer no lleva una falda sino su orgullo. Ella está de pie tras una mano negra en forma de puño que representa el poder negro. Además, Saar está alentando a las mujeres negras a ser fuertes, hermosas, y a no dejar que la narrativa blanca las defina como mujeres negras. 

## Activismo político

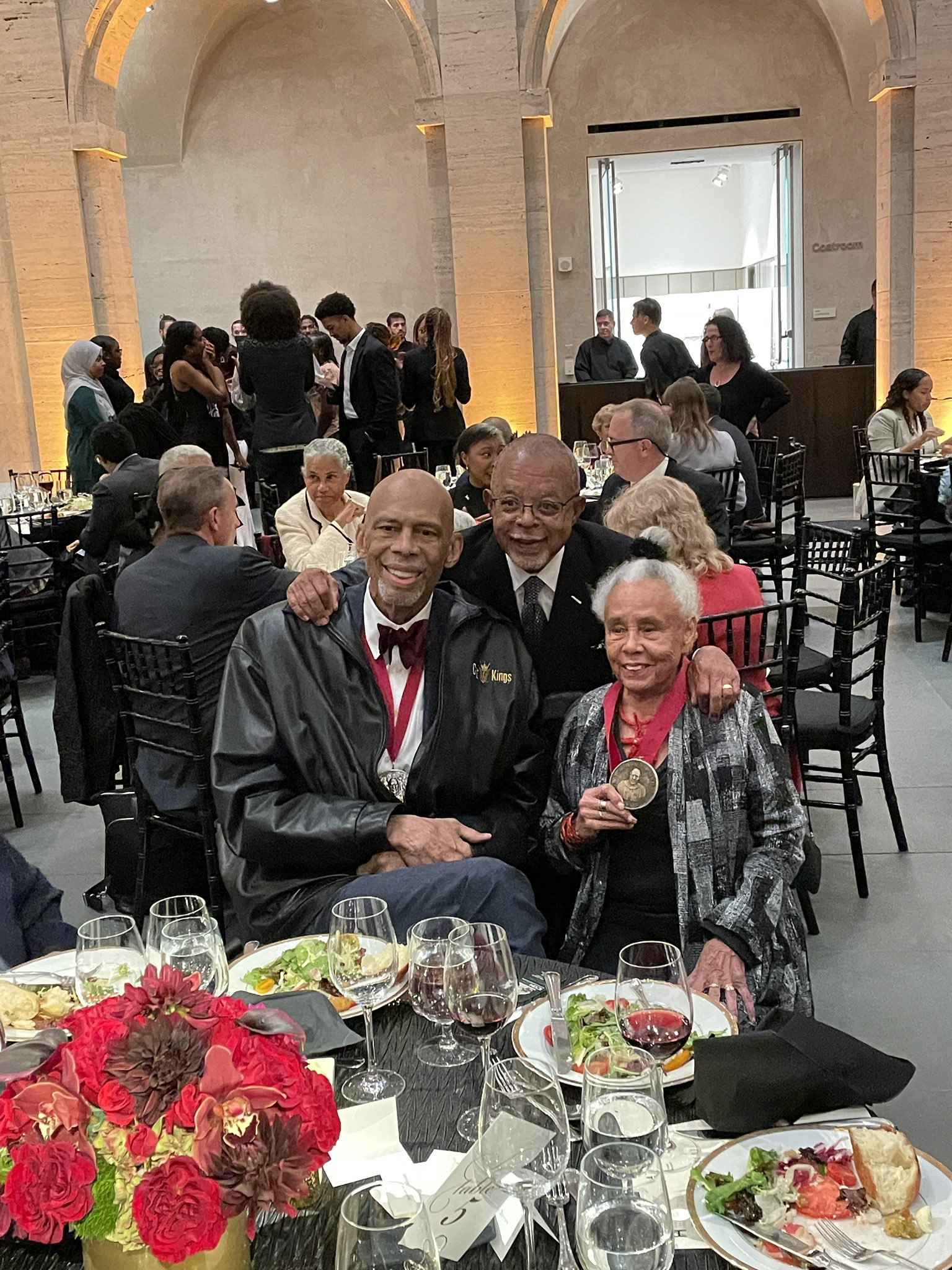
Bettye Saar y Kareem Abdul-Jabbar reciben la medalla W.E.B. Du Bois de manos de Henry Louis Gates en Harvard

A fines de la década de 1960, su atención se centró en el movimiento por los derechos civiles y en los temas raciales. Artistas negras como Faith Ringgold, Betye Saar, Adrian Piper, Howardena Pindell y Barbara Chase-Riboud exploraron las identidades afroamericanas y rechazaron activamente el racismo en el mundo del arte, al tiempo que se sentían atraídas por la causa de la liberación de la mujer. 
En su recorrido artístico a través de diversas comunidades artísticas y activistas —desde el nacionalismo negro, hasta el feminismo negro y el mujerismo—, Saar mantuvo un "móvil de identidad" que le permitió interactuar libremente con cada grupo. En 1970 se reunió con otras artistas negras en la Galería 32 de Suzanne Jackson. La exposición colectiva resultante se tituló Sapphire (You've Come a Long Way, Baby), Sapphire (Has recorrido un largo camino, nena) y fue, probablemente, la primera exposición contemporánea de mujeres afroamericanas en California. Incluyó a la acuarelista Sue Irons, la grabadora Yvonne Cole Meo, la pintora Suzanne Jackson, la artista pop Eileen Abdulrashid, Gloria Bohanon y Saar.
En una entrevista del 2015 realizada por la escritora Shelley Leopold, al ser preguntada sobre la política detrás de su arte, Saar dijo: "No sé de que manera la política puede ser evitada. Si usted es un joven negro, sus padres estarán aterrorizados de que lo arresten; si sale con un amigo, ¿serán considerados una pandilla? Ese es el tipo de miedo al que hay que prestarle atención. No es agradable vivir en los Estados Unidos. Nací en Los Ángeles y fui criada por padres de clase media, por lo que nunca tuve que pasar por una situación tan tensa. Mi abuela vivía en Watts y el lugar todavía es muy pobre. Las personas simplemente hacen lo mejor que pueden".

### Campaña de cartas
A fines de los 90, Saar era una franca y reconocible crítica del trabajo de la artista Kara Walker. Ella produjo obras que, según algunos académicos, exhibían "la dimensión psicológica de los estereotipos y la obscenidad del inconsciente racial americano". Las controvertidas obras de Walker incluyeron Gone, An Historical Romance of a Civil War as it Occurred Between the Dusky Thighs of One Young Negress and Her Heart (1994) y The End of Uncle Tom and Grand Allegorical Tableau of Eva in Heaven (1995). Las impactantes imágenes, según sus partidarios, desafiaron las imágenes racistas y estereotipadas de los afroamericanos al ofrecer duras imágenes de la degradación de los afroamericanos. Otros críticos en cambio, como Saar y Howardena Pindell, no estaban de acuerdo con el enfoque de Walker y creían que la artista estaba reforzando el racismo y los estereotipos racistas de la vida afroamericana. En una entrevista en la radio NPR, Saar "consideró que el trabajo de Kara Walker era algo repugnante y negativo y una forma de traición a los esclavos —particularmente a las mujeres y a los niños— y que era básicamente para la inversión y diversión del stablishment del arte blanco". La diferencia de edad entre Kara Walker y Saar y sus contemporáneos, podría explicar las reacciones de estos críticos, más antiguos, al trabajo de la artista. Cuando en 1997 Walker recibió el "Premio Genius" de la Fundación John D. y Catherine T. MacArthur, Saar escribió y envió cartas a personas de la industria del arte, protestando por este reconocimiento y preguntando: "¿Los afroamericanos están siendo traicionados bajo el disfraz del arte?" 

## Exposiciones individuales seleccionadas
- 2019 LACMA, Los Ángeles, CA[37][38]
- 2019 Museum of Modern Art, Nueva York, NY
- 2019 New York Historical Society, Nueva York, NY
- 2017 Craft and Folk Art Museum (ahora Craft Contemporary), Los Ángeles
- 2016 Roberts & Tilton, Culver City, California
- 2016 Fondazione Prada, Milán Italia
- 2016 Scottsdale Museum of Contemporary Art, Scottsdale, Arizona
- 2014 Roberts & Tilton, Culver City, California
- 2006 Crocker Art Museum, Sacramento, California
- 2005 University of Michigan Museum of Art, Ann Arbor, Míchigan[39]
- 2002 Merrill Lynch & Co., Inc., Princeton, Nueva Jersey
- 2000 Savannah College of Art & Design, Savannah, Galería Georgia & Michael Rosenfeld, Nueva York, Nueva York.
- 1999 University of New Mexico Art Museum, University of New Mexico, Albuquerque, Nuevo México y Anderson Ranch Art Center, Snowmass, Colorado y The Detroit Institute of Arts, Detroit.
- 1998 Galería Michael Rosenfeld, Nueva York, Nueva York y Galería Jan Baum, Los Ángeles, California y California African-American Museum, Los Ángeles, California.
- 1997 Tacoma Art Museum, Tacoma, Washington.
- 1996 Des Moines Art Center, Des Moines, Iowa y The Palmer Museum of Art, Penn State College, Pensilvania y de Saisset Museum, Santa Clara, California y Joslyn Art Museum, Omaha, Nebraska.
- 1994 Santa Monica Museum of Art, Santa Mónica, California.
- 1993 Fresno Art Museum, Fresno, California.
- 1992 The Ritual Journey (El viaje ritual). Galería Joseloff, University of Hartford, Connecticut.
- 1991 Galería Objects, Chicago, Illinois.
- 1990 Museo de Arte Contemporáneo, Los Ángeles, California.
- 1989 City Gallery Wellington, Wellington, Nueva Zelanda y Art space, Auckland, Nueva Zelanda
- 1988 Taichung Museum of Art, Taichung, Taiwán.
- 1987 Pennsylvania Academy of the Fine Arts, Filadelfia, Pensilvania y el Instituto de Tecnología de Massachusetts, Cambridge, Massachusetts.
- 1984 California, Los Ángeles, California y Georgia State University Art Gallery, Atlanta, Georgia.
- 1983 Women's Art Movement, Adelaide, Australia y Canberra School of Art, Canberra Connecticut, Australia.
- 1982 Galería Quay, San Francisco, California.
- 1981 Galería Baum-Silverman, Los Ángeles, California y Galería Monique Knowlton, Nueva York, Nueva York.
- 1980 Studio Museum in Harlem, Nueva York, Nueva York.
- 1979 Galería Baum-Silverman, Los Ángeles, California.
- 1977 Galería Baun-Silverman, Los Ángeles, California y Museo de Arte Moderno de San Francisco, San Francisco, California.
- 1976 Wadsworth Atheneum, Hartford, Connecticut y Galería Monique Knowlton, Nueva York, Nueva York.
- 1975 Museo Whitney de Arte Estadounidense, Nueva York, Nueva York.
- 1973 Universidad Estatal de California, Los Ángeles, California.

## Premios y honores
- 2014 Medalla Edward MacDowell[40]
- 1997 Premio The Visual Artists, Fundación Flintridge, Pasadena, California.
- 1995 Doctorados honorarios: Instituto de las Artes de California y Massachusetts College of Art
- Premio al Artista Distinguido 1993, Fresno Art Museum
- 1992 Premio James Van Der Zee, Workshop Brandywine, Filadelfia, Pensilvania.
- 1992 Doctorados honorarios: Otis College of Art and Design y San Francisco Art Institute
- 1991 Fundación John Simon Guggenheim Memorial[41]
- 1991 Doctorado honoris causa: California College of the Arts
- 1990 Fondo J. Paul Getty para la Beca de Artes Visuales
- 1990 22.º Premio Anual al Artista, The Studio Museum en Harlem, Nueva York.
- 1984 y 1974 Beca para artistas National Endowment for the Arts

## Obras en colecciones
- Museo de Arte de Boca Raton, Boca Raton, Florida
- Getty Research Institute, Los Ángeles, California[1][42]
- Herbert F. Johnson Museum of Art, Universidad de Cornell, Ithaca, Nueva York.
- High Museum of Art, Atlanta, Georgia.
- Museo Hirshhorn y Jardín de Esculturas, Instituto  Smithsoniano, DC.
- Kresge Art Museum State University, East Lansing, Míchigan.
- Museo de Arte del Condado de Los Ángeles, Los Ángeles, California.
- Instituto de Arte de Minneapolis, Minneapolis, Minnesota
- Montclair Art Museum, Montclair, Nueva Jersey.
- Museo de Bellas Artes, Boston, Massachusetts.
- Munson-Williams-Proctor Institute, Museum of Art, Utica, New York.
- Museo Smithsoniano de Arte Americano, Washington D. C.
- Museo Metropolitano de Arte, Nueva York, Nueva York.
- Museo de Arte Contemporáneo de Los Ángeles, Los Ángeles, California.
- New Jersey State Museum, Newark, Nueva Jersey.
- Museo de Arte de Newark, Newark, Nueva Jersey.
- Oakland Museum of California, Oakland, California.
- Palmer Museum of Art, Universidad Estatal de Pensilvania, University Park, Pensilvania.
- Pennsylvania Academy of the Fine Arts, Filadelfia, Pensilvania.
- Museo de Arte de Filadelfia, Filadelfia, Pensilvania.
- Museo de Arte Moderno de San Francisco, San Francisco, California.
- Smith College Museum of Art, Northampton, Massachusetts.
- The Studio Museum en Harlem, Nueva York, Nueva York.
- Tacoma Art Museum, Tacoma, Washington.
- Universidad de California, Berkeley Art Museum, Berkeley, California.
- Universidad de Massachusetts, Herter Art Gallery, Amherst, Massachusetts.
- Walker Art Center, Minneapolis, Minnesota.
- Museo Whitney de Arte Estadounidense, Nueva York, Nueva York.

## Otras lecturas
- Paysour, F. "Wonders of the House of Saar." International Review of African American Art vol. 20, no. 3 (2005), pp. 51-3
- Willette, JSM "Stitching Lives: Fabric in the Art of Betye Saar". Fiberarts vol. 23 (marzo / abril de 1997), pp. 44-81
- Van Proyen, M. "A Conversation with Betye and Alison Saar" [interview]. Artweek v. 22 (15 de agosto de 1991) pp.   3+
- Etra, J. "Family Ties." ARTnews vol. 90 (mayo de 1991), págs.   128-33.
- Saar, Betye, et al. 2005. Betye Saar: extending the frozen moment. Ann Arbor; Berkeley: University of Michigan Museum of Art; University of California Press[43]
- Saar, Betye [entrada en] Women artists of color: a biocritical sourcebook to 20th century artists in the Americas. Phoebe Farris, ed. Westport, Connecticut: 1999. Páginas 333–339. La entrada incluye biografía, exposiciones seleccionadas, 41 ítems de bibliografía y ensayo biográfico.[44] Jones, Kellie y col. Now dig this! : art & Black Los Angeles, 1960–1980.. 2011 Los Ángeles: Hammer Museum, 2011.[45]
- Jones, Kellie (2017). South of Pico: African American Artists in Los Angeles in the 1960s and 1970s.
- Jane H Carpenter with Betye Saar, The David C. Driskell Series of African American Art: Volume II.
- Betye Saar, Extending the Frozen Movement.
- Saar, Betye; Lovell, Whitfield; Saar-Cavanaugh, Tracye; Sims, Lowery Stokes; Ulmer, Sean M (2006). Betye Saar : Migrations, Transformations: September 8-October 28, 2006. New York: Michael Rosenfeld Gallery. ISBN 978-1930416376. OCLC 75525110.
- «LA Times».
- «Betye Saar, The Liberation of Aunt Jemima 1972». 28 de septiembre de 2011.